# Tricholoma vernaticum
A Tricholoma vernaticum é uma espécie de fungo agárico do gênero Tricholoma nativo da região noroeste do Pacífico dos Estados Unidos. O fungo foi originalmente descrito em 1976 como uma espécie de Armillaria, quando esse gênero era mais abrangente; recebeu seu nome atual vinte anos depois. Os basidiomas robustos têm píleos úmidos brancos a acinzentados (que depois se tornam marrom-acinzentados com a maturidade), um anel membranoso no estipe e um odor que lembra pepinos. Micorrízico de coníferas, o fungo frutifica na primavera ou no início do verão, com seus cogumelos aparecendo no solo isoladamente ou em grupos em altitudes elevadas, geralmente na borda dos bancos de neve derretida. A comestibilidade do cogumelo é desconhecida, mas ele tem um forte odor desagradável e um sabor farináceo.

## Taxonomia
A espécie foi originalmente descrita na Califórnia como Armillaria olida pelos micologistas Harry D. Thiers e Walter Sundberg em 1976. O holótipo foi coletado em 6 de maio de 1972, na área de recreação Crystal Basin, no condado de El Dorado. Thiers e Sundberg classificaram-na na seção Ponderosa do gênero Armillaria devido a seus esporos não amilóides, mas observaram que sua relação com outras espécies não era clara. Eles também observaram a semelhança da forma e da cor de seu píleo com as espécies da seção Constricta do gênero Lyophyllum.
Thiers e Sundberg usaram um conceito amplo de espécie de Armillaria, incluindo espécies com esporada branca, lamelas presas ao estipe e um anel formado por um véu parcial, independentemente de suas preferências ecológicas. Atualmente, a Armillaria está restrita a espécies que degradam madeira e formam rizomorfos pretos, e várias Armillaria micorrízicas antigas foram transferidas para Tricholoma. O nome Tricholoma olida não estava disponível para essa espécie, pois já havia sido usado anteriormente em 1920 por Josef Velenovský, então Kris Shanks propôs o novo nome T. vernaticum. O epíteto específico refere-se ao seu crescimento na primavera. O epíteto anterior olida deriva do latim olidum, que significa "fedorento" ou "com cheiro".
A Tricholoma vernaticum é classificada no subgênero Contextocutis do gênero Tricholoma por causa de suas fíbulas e hifas entrelaçadas na pileipellis.

## Descrição

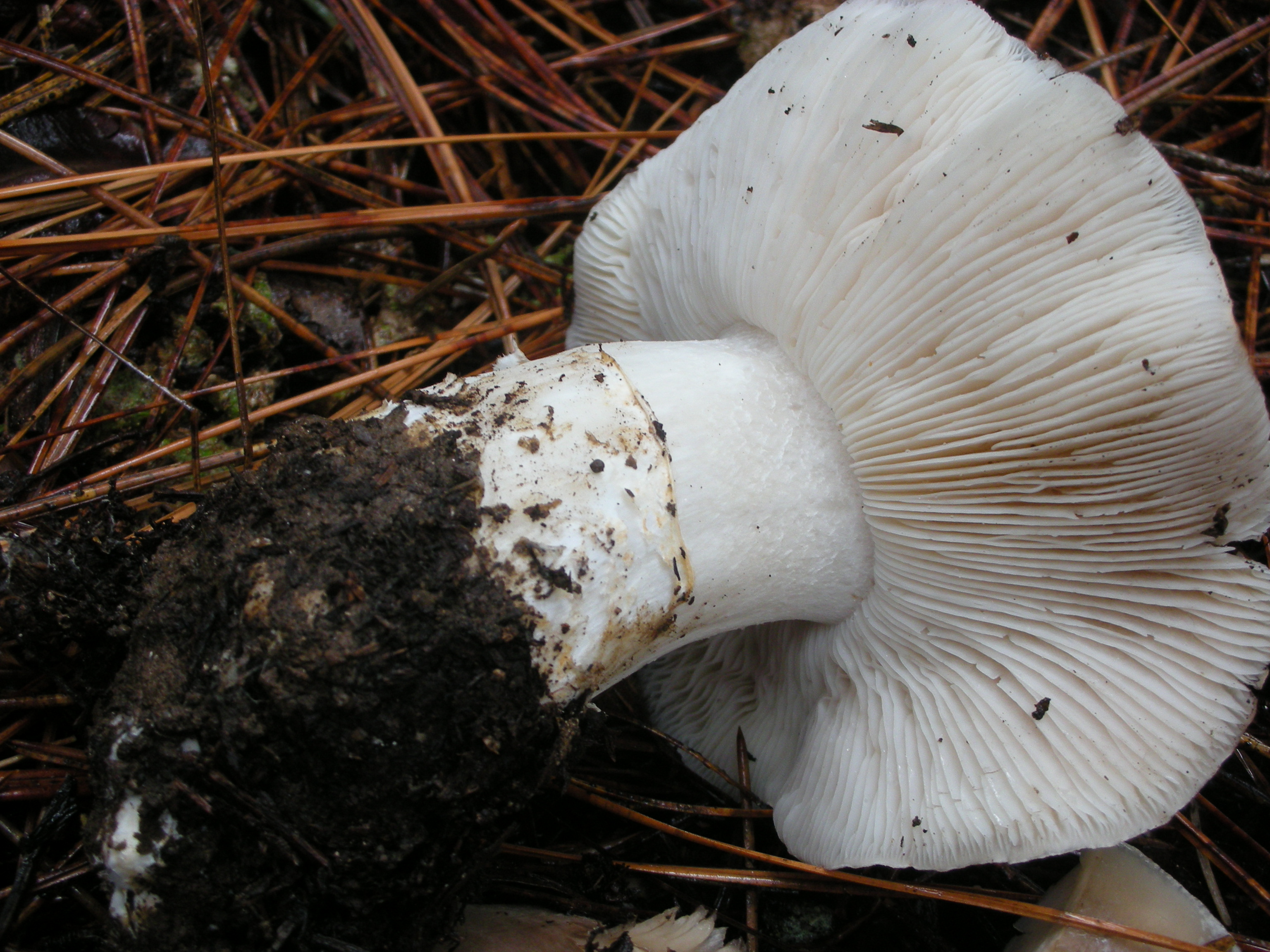
As lamelas esbranquiçadas são grossas e bem espaçadas, as vezes com tonalidades rosa pálido

O píleo é convexo antes de se achatar com a idade e pode atingir diâmetros entre 5 e 17 cm de largura. A superfície é seca a úmida, lisa e, na maturidade, parece ser feita de fibras achatadas dispostas radialmente. À medida que o basidioma envelhece, a cor do píleo muda de branco para fusco (cinza acastanhado escuro) ou marrom, geralmente com regiões oliva, acinzentadas ou acastanhadas claras. A margem do píleo, inicialmente curvada para baixo, se eleva e se torna lobada ou irregular com a idade. A carne é espessa e branca, com um forte odor farináceo semelhante ao da casca de pepino ou melancia. Inicialmente, as lamelas têm uma fixação emarginada (entalhada) ou adnata ao estipe, mas se afastam à medida que o cogumelo amadurece, tornando-se separadas ou quase livres de fixação; elas são grossas, bem espaçadas e de cor esbranquiçada, as vezes desenvolvendo tons de rosa pálido. O estipe sólido mede de 4 a 14 cm de comprimento por 1,3 a 4 cm de espessura e tem a mesma largura em todo o seu comprimento ou é abaulado na base. Tem uma superfície seca e uma textura que é lisa a fibrilosa sedosa acima do anel e fibrilosa comprimida a escamosa abaixo do anel. O anel, localizado no meio ou parte superior do estipe, as vezes é imperceptível. A comestibilidade do cogumelo é desconhecida, embora tenha sido observado que ele tem um sabor fortemente farináceo e um odor desagradável que "lembra fortemente o apodrecimento de batatas".

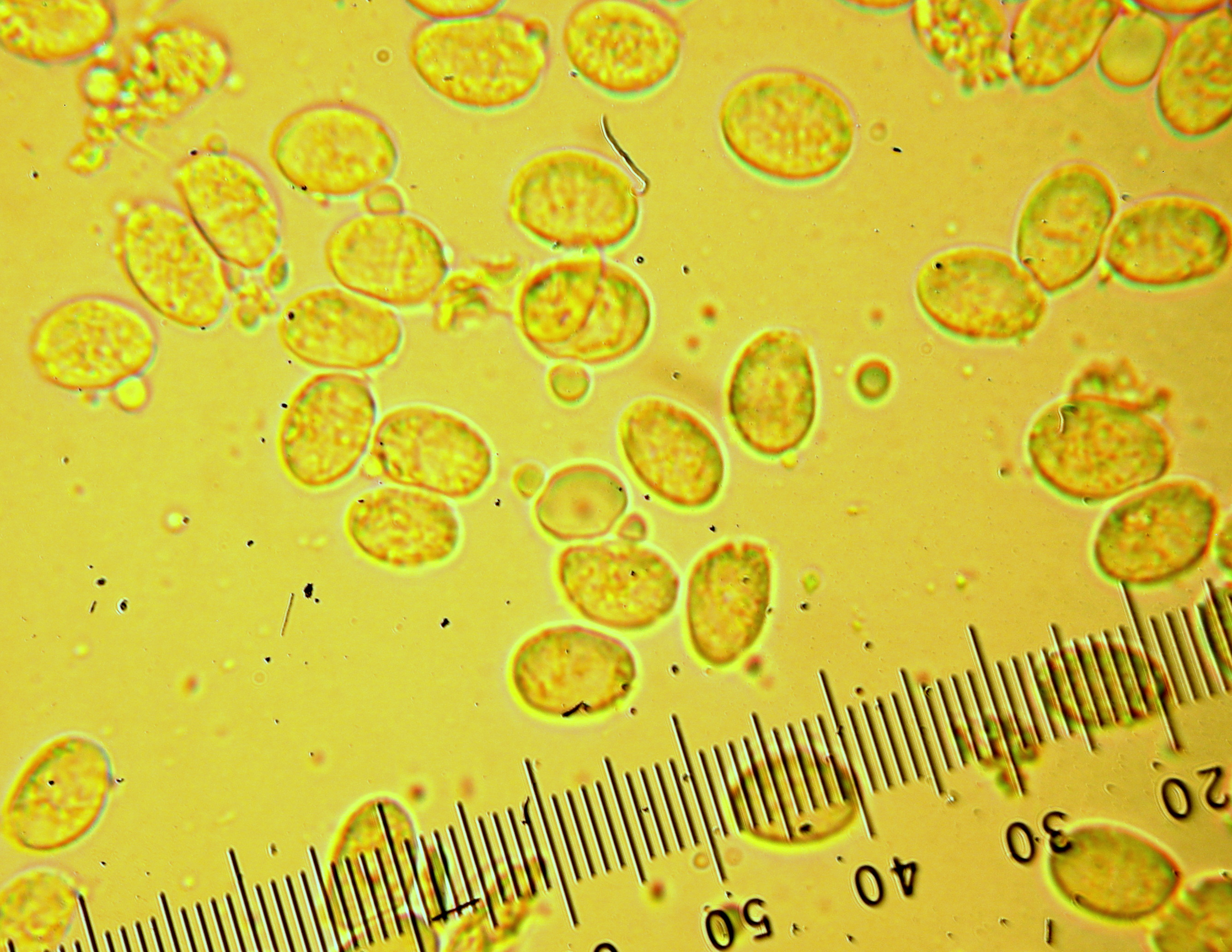
Os esporos são aproximadamente elípticos

A esporada é branca. Os esporos são elípticos (ou aproximadamente elípticos) e medem de 8 a 12 por 4,8 a 6,2 μm. Há fíbulas presentes nas hifas. Os basídios (células portadoras de esporos) têm quatro esporos, são em forma de taco e medem de 23 a 30 por 8 a 10 μm. O himênio não tem cistídios. A carne do píleo é composta por hifas homogêneas e entrelaçadas com 3 a 5 μm de diâmetro, enquanto a cutícula do píleo é uma camada de 200 a 300 μm de espessura de hifas gelatinosas entrelaçadas com até 4 μm de diâmetro.

### Espécies semelhantes
Quando coletados em seu habitat típico e durante a estação apropriada, os cogumelos Tricholoma vernaticum podem ser prontamente identificados devido às suas características proeminentes: cor branca, basidioma atarracado, odor farináceo e anel no estipe. As espécies semelhantes de Tricholoma na mesma região geográfica crescem em altitudes mais baixas, geralmente no outono. A T. portentosum tem um píleo cinza, um estipe com tons amarelos e não tem anel, enquanto a T. mutabile tem tons violetas em seu píleo e também não tem anel. Outras semelhantes incluem a Hygrophorus subalpinus e a H. camarophyllus, mas essas espécies têm lamelas largas e cerosas e não têm o odor característico da T. vernaticum.

## Habitat e distribuição
Os cogumelos da Tricholoma vernaticum crescem individualmente ou em grupos sob as coníferas no final da primavera e início do verão. Uma espécie bastante comum em toda a sua área de distribuição, é encontrada em altitudes elevadas na Califórnia, ao norte de Oregon e Washington. É um fungo de banco de neve, o que significa que é comumente encontrado na borda de bancos de neve derretidos. Os cogumelos crescem frequentemente enterrados sob o húmus, pouco visíveis, aparentes apenas como saliências rachadas no solo.